# Vorona (Botoșani)
Vorona é uma comuna romena localizada no distrito de Botoşani, na região de Moldávia. A comuna possui uma área de 82.84 km² e sua população era de 8097 habitantes segundo o censo de 2007.